# ФК Омладинац Ново Село
ФК Омладинац је фудбалски клуб из Новог Села у општини Врњачка Бања у Србији, и тренутно се такмичи у Рашкој окружној лиги, петом такмичарском нивоу српског фудбала. Клуб је основан 1949. године.

## Историја клуба
Прву лопту у село је донео Јово Благојевић, а учитељ Гргур Паштровић са групом млађих и средовечних грађана уз несебичну помоћ трговца Богољуба Бола Јанковића бившег краљевачког играча, оснива 1949. године прави фудбалски клуб.
Назван је Борац и такмичио се у Трстеничком округу. Први тренер био је поменути Богољуб Јанковић, а прво игралиште је било у ливади трговца Благојевића – стативе су биле мотке, док је пречку замењивао конопац.
гралиште крајем 1959. године добија коначно место у ливади Јанковића на Доњим подовима, где се и сада налази. Све утакмице у тешким послератним годинама биле су догађаји за Новоселце, прави сеоски сабор.
По захтеву подсавеза да се да ново име клубу, Борац је применован у Расину. Расина се такмичила око годину дана, али је поново дошла иницијатива за ново име клуба. Предложено име Новоселац није прихваћено због истоветног презимена једног мештанина који је припадао четничком покрету, а предлог Михаила Здравковића да се клуб назове Омладинац је прихваћен и од тада клуб носи данашњи назив.
Поменимо имена првих новоселских играча – Гргур Паштровић Гршо, Љубомир Милосављевић Ован, Зоран Драшковић Мићо, Тимотије Пантовић Тимо, Љубомир Паштровић Шутла, Жарко Пантовић Мула, Милутин Ивановић Лујо, Допбривоје Растић Бибо, Милош Павловић Шмит, Драгољуб Томовић, Вукадин Негојевић Вуле, Петар Милосављевић Перо, Хранислав Бранковић Хране, Александар Благојевић Цаки, Микица Црепуљар, Александар Ристић Ацо, Милан Сеочанац, Миломир Дракулић, Милован Величковић, Драган Казновац, Живадин Радосављевић, Небојша Видосављевић Бојо, Раде Станисављевић...
Две сезоне 1967/68. године, клуб се такмичио у бившем жичком срезу – Краљево. Освојио је пето место, али због реорганизације такмичења улази у Западно моравску лигу где се такмичио до половине пролећног дела првенства 1969. године. Због непремостивих материјалних тешкоћа нужно је било напуштање такмичења, јер клуб и село нису могли наћи финансијере.
После престанка такмичења у Западно моравској лиги следи лагано затишје, но јављају се нови „борци“ – нови председници новоселских ливада и поља. Тренира се добро. Сада већ униформисани младићи са модерним тренеркама силазе у народ – виђамо их на путевима ка Морави и на Подовима, на својим најзанимљивијим путешествима до клевачких винограда. 
Прошли су дани тешке народне власти, самоуправљачка грозница тресе чак и фудбалски спорт, па се обезбеђују финансијска и друга средства и 1974. године на месту где су се некада налазили усамљени церови, а на њима непрекидно грактале вране, дише се велелепна, најлепша од свих свлачионица у општини Врњачка Бања. У свлачионици је доведена вода па су створени много бољи услови за одигравање утакмица, а и само одржавање терена је много лакше. Ту су постављене округле и офарбане стативе и пречке. Сетимо се да је прве дрвене стативе 1974. године бесплатно направио и поставио наш качар Добривоје Јовановић.
У част 35 година од оснивања клуба одржан је 1984. године, у Новом Селу је одигран фудбалски турнир, уз учешће Реала из Подунаваца, Врњаца из Врњаца, домаћег Омладинца и почасног госта из братске Словеније – клуба из збратимљеног Шмартног об Паки.
У 2002. години, остварен је највећи успех новоселског фудбала. Тим је у времену док је председник био Драгоје Радовановић био сачињен углавном од фудбалера са стране и доспео је до Српске лиге. Остаће запамћена утакмица баража за улазак у Другу савезну лигу против Мачве из Шапца. Ангажовало се читаво село при изради и постављању монтажних трибина. На утакмици је присуствовало преко 2.000 гледалаца из Новог Села и читаве западно моравске регије, али нисмо имали спортске среће да остваримо сан и остане забележено и да је Ново Село ушло у Другу савезну лигу.
Клуб је 2008. године је најуспешнији од свих фудбалских клубова врњачке општине, има четири такмичарска узраста у редовном такмичењу. У овој сезони Омладинац је на правом путу да понови највећеи успех и пласира се у Српску лигу. Након завршетка јесењег дела такмичарске 2009/10. године, у зони „Морава“ је трећепласирани клуб, са само бодом заостатка иза водеће Победе из Белошевца и Полета из Љубића.
- Фудбалери Омладинца из Новог села
- Фудбалери Омладинца из Новог села